# Îlet Thiérry
Îlet Thiérry är en ö i Martinique. Den ligger i den östra delen av Martinique, 24 km öster om huvudstaden Fort-de-France. Arean är 0,057 kvadratkilometer.